# 51式手枪
51式手槍（Type 51 Pistol），是由中華人民共和國生產的一種军用手槍。

## 歷史
1951年，隨著前一年中蘇條約的簽訂，中華人民共和國軍工系統就開始在蘇聯專家的幫助下，仿造蘇制TT手槍並取名為51式手槍，是該國建國以後正式裝備部隊的第一款制式武器。

## 設計及結構
51式基本就是TT手槍的簡單仿製，沒有任何創新。第一批25万支手枪使用了苏联原厂零件。
51式是TT手槍的仿製品，結構與TT手槍無異，採用槍管短後坐式工作原理，類似白朗寧手槍結構；但在外觀上與原槍有少許區別。首先是中國製的TT手槍（包括51式、54式及其他衍生型）在握把護片上只保留原來的五角星標記（有部份槍枝甚至沒有該標記），而沒有刻上“СССР”（即蘇聯的俄語簡稱）或任何有關生產國家名稱的字樣，其次是槍枝上的銘文主要為中文。
51式與TT手槍一樣有威力大、成本低廉、握持及攜帶方便、易於裝配和拆卸以及結構簡單等優點，但它沒有保險裝置，所採用的7.62×25毫米手槍彈又缺乏足夠的制止力，裝彈數少及後座力大，而且較容易出現走火或卡彈等故障。

## 採用
51式在投產後隨即裝備中國人民解放軍並且參加了韓戰，但是解放軍方面對其反應比較一般，部分士兵和軍官認為它就作戰性能還不如盒子炮。後來，51式被改良版54式手槍所取代。
除了中國人民解放軍外，51式也獲得朝鮮人民軍和越南人民軍的採用，但北韓使用的版本目前已被本土生產的68式手槍所取代。

## 衍生型
- 54式手槍－51式手槍的改進型。

## 使用國
- 柬埔寨
- 中华人民共和国
- 多哥
- 越南

## 外部連結
- （中文）巨龙之爪-54式军用警用手枪（页面存档备份，存于）